# MPEG-4 파트 2
MPEG-4 파트 2(MPEG-4 Part 2, 공식적으로 ISO/IEC 14496-2) 또는 MPEG-4 비주얼(MPEG-4 Visual) 또는 MPEG-4 ASP은 ISO/IEC의 동화상 전문가 그룹(MPEG)에서 만든 디지털 영상 코덱이다. 1999년에 최초로 공개되었으며, 이후 2001년과 2004년에 개정안이 나왔다. DivX, Xvid 등이 이 코덱의 구현에 해당한다.

## 에디션
| 에디션 | 출시 연도 | 최신 개정 연도 | 표준                 | 설명 |
| ------ | --------- | -------------- | -------------------- | ---- |
| 초판   | 1999      | 2000           | ISO/IEC 14496-2:1999 |      |
| 2판    | 2001      | 2003           | ISO/IEC 14496-2:2001 |      |
| 3판    | 2004      | 2009           | ISO/IEC 14496-2:2004 |      |

## 같이 보기
- 코덱
- H.264
- MPEG-2
- MPEG-4
- Xvid